# نادیا روژون
نادیا روژون (اوکراینی: Надія Іванівна Розгон؛ زادهٔ ۱۵ نوامبر ۱۹۵۲) قایقران روئینگ اهل اتحاد جماهیر شوروی سوسیالیستی است.